# Værnepligtsrådet
Værnepligtsrådet er en interessevaretagende tillidsorganisation, nedsat af Forsvarsministeriet i 1968 med det overordnede formål at varetage værnepligtiges interesser og arbejdsvilkår over for Forsvarets øverste ledelse og politisk.
Værnepligtsrådet er nedsat af forsvarsministeriet for at sikre uafhængighed og autonomi overfor Forsvarskommandoen og Forsvarets øvrige kommandostruktur. Værnepligtsrådet arbejder aktivt med at rådgive, vejlede og informere værnepligtige om deres rettigheder. Dog er Værnepligtsrådet ikke en fagforening for værnepligtige, og har dermed ikke beføjelser til at forhandle løn eller opfordringer til strejker.
Værnepligtsrådet består af 3 tidligere værnepligtige, som i deres tjenestetid enten har fungeret som, talsmænd, suppleanter til talsmænd eller landstalsmænd, indenfor nedenstående. Disse repræsentanter vælges via afstemning af Landstalsmænd fra hvert regiment, for at sikre en bred repræsentation af værnepligtige i Danmark.
- HBU (Hærens Basis Uddannelse)
- FBU (Flyvevåbnets Basis Uddannelse)
- SBU (Søværnets Basis Uddannelse)

Beredskabsstyrelsen har som udgangspunkt et andet uddannelsespensum og derfor repræsenterer Værnepligtsrådet ikke interesser for værnepligtige som aftjener indenfor Beredskabsstyrelsen.
Værnepligtsrådets opgaver inkluderer repræsentation af værnepligtiges interesser over for Forsvarets ledelse, yde rådgivning og vejledning til værnepligtige. Værnepligtsrådet har også beføjelse til at løfte sager til drøftelse på et højere politisk niveau. Samtidig håndterer Værnepligtsrådet konkrete anliggender og problemstillinger rejst af værnepligtige.  Dette er kan være sager omhandlende arbejdsmiljøet, indkvarteringsforhold og hierarkiske problemstillinger.  Værnepligtsrådet indsamler både kvalitativ og kvantitativ data om værnepligtiges oplevelser gennem seks årlige landstalsmandsmøder og halvårlige Værnepligtsundersøgelser. Disse data bidrager til at identificere tendenser og forstå værnepligtiges perspektiver på deres tjeneste.
I samarbejde med værnepligtige journalister er Værnepligtsrådet involveret i udgivelsen af magasinet "SOLDATEN," der formidler relevant information og forsvarsartikler til værnepligtige. 
Som en aktiv enhed inden for Forsvaret stræber Værnepligtsrådet aktivt efter at forbedre forholdene og oplevelserne for værnepligtige i hele Danmark.